# Мексиканские дипломаты
«Мексиканские дипломаты» — советский немой чёрно-белый фильм 1931 года снятый на киностудии «Арменкино» режиссёрами Левоном Калантаром и Амасием Мартиросяном по сценарию Ильи Чубара.

## Сюжет
Сатира на буржуазно-нациналистическое марионеточное государство дашнаков, стоявших у власти в Аремии в мае 1918 — сентябре 1920 годов.
Дашнакское «правительство» во главе с премьер-министром, заботясь о своем шатком престиже, просит империалистические державы направить в Армению дипломатических представителей. Но никто не едет. Находчивый министр, увидев своих парикмахеров одетыми в мексиканские костюмы, которые были присланы в порядке оказания США помощи армянскому народу, решает выдать их за мексиканских дипломатов.
Так парочка парикмахеров Арам и Хачан становятся «мексиканцами», дипломатами далёкой и неведомой им Мексики в своей родной Армении.
После мучительного для простых парикмахеров экспресс-обучения дипломатическому и просто хоть какому-нибудь этикету, их с торжествами «встречают» на вокзале, с положенным дипломатическим протоколом, где их привествуе собравшийся «цвет» Еревана: офицеры, чиновники, светские дамы.
Их таскают по банкетам, заседаниям, всяким встречам и ужинам, где постоянно происходят казусы, но ряд комедийных ситуаций грозят международным скандалом, что правительство выдаёт за странности иностранцев, но ухаживание Хачана за женой главы Армянского правительства ставит точку в терпении премьер-министра.
Арестованные «дипломаты» ждут участи в тюрьме, и только падение дашнакского правительства, когда перепуганные восстанием народа и подходом частей Красной Армии дашнаки бежали, пришел конец мучениям парикмахеров, и счастливые Хечан и Арам из своей парикмахерской мило машут руками, прощаясь с арестованными премьер-министром.

## В ролях
- Арам Амирбекян — Арам, парикмахер
- Амвросий Хачанян — Хачан, парикмахер
- Грачья Нерсесян — Сако, маузерист
- Армен Гасан-Джалалян — премьер-министр
- Жасмен — жена премьер-министра
- Григорий Чахирьян — репортер
- Л. Дайреджян — квестор парламента
- Ерануи Адамян — жена министра
- Хачатур Абрамян — офицер
- М. Линевич — офицер
- Сурен Кочарян — офицер

## Критика
«Мексиканские дипломаты» вообще могут быть отнесены к числу лучших достижений армянского немого кинематографа. Это сатирическая комедия, испытавшая на себе плодотворное влияние творчества великого революционного поэта Егише Чаренца. Острая комедийная интрига (с целью наживания политического капитала злополучные «правители» прибегают к мистификации, выдавая за заграничных дипломатов простодушных крестьян — героев Хачаняна и Амирбекяна), хлесткие диалоги, написанные писателем Е. Чубаром, актерский ансамбль, изобретательная режиссура обеспечили достаточно высокий уровень ленты, которая и сегодня смотрится с интересом.— Искусство Советской Армении за 60 лет / Сост.-ред. Г. Ш. Геодакян. — Издательство АН Армянской ССР, 1980. — 149 с. — стр. 43

Большая сила сатирического обличения, концептуальность замысла и воплощения, художественная цельность, стилевое единство, высокая режиссерская и актерская культура, яркое национальное своеобразие, которыми отмечена кинокомедия «Мексиканские дипломаты», обусловили то, что она и по сей день не утратила своей эстетической ценности. Фильм « Мексиканские дипломаты» вошёл в золотой фонд армянской художественной кинематографии как лучшая киносатира, непревзойденная до сих пор— Армянская художественная кинематография / Сабир Ризаев. — Издательство АН Армянской ССР, 1963. — 383 с. — с. 148

Положительный опыт политического памфлета — «Мексиканские дипломаты» (1932 г.), успех которого обеспечивался талантом сценариста Е. Чубара и мастерством режиссеров А. Мартиросяна и Л. Калантара, но прежде всего тактичностью режиссуры, мгновенно оценившей безграничные возможности А. Хачаняна и А. Амирбекяна. Бытовая достоверность их маски, найденной еще в «Шор и Шоршоре» А. Бек-Назарова, явилась достаточным основанием для водружения на ней сатирического сооружения.— Тесный кадр / С. Г. Асмикян. — Анаит, 1992—219 с. — стр. 40

Фильм явился прекрасным образцом жанра политической киносатиры. В фильме немало остросатирических сцен, развенчивающих дашнакское правительство.— История советского кино: 1917—1931. — М. Искусство, 1969. — стр. 678